# The Black League
The Black League – fiński zespół heavymetalowy, założony w 1998 roku przez Taneli Jarva, byłego muzyka Sentenced.

## Członkowie zespołu
- Taneli Jarva – śpiew
- Maike Valanne – gitara, wokal wspierający
- Heavy Hiltunen – gitara
- Ilkka Tanska – gitara basowa
- Rale Tiiainen – perkusja

### Byli członkowie
- Alexi Ranta – gitara (1998–2005)
- Mikko Laurila (Florida) – gitara basowa (1998–2005)
- Kimmo Luttinen (Sir Luttinen) – perkusja (1998–2005)

### Muzycy sesyjni
- Lene Leinonen – gitara basowa (podczas koncertów w 2004 roku)

## Dyskografia

### Dema
- Demo 98 (1998)

### Single
- Cold Women & Warm Beer (2003)

### Minialbumy
- Doomsday Sun (2001)

### Albumy studyjne
- Ichor (2000)
- Utopia A.D. (2001)
- Man's Ruin Revisited (2004)
- A Place Called Bad (2005)
- Ghost Brothel (2009)